# USS Lyman (DE-302)
USS Lyman (DE-302) là một tàu hộ tống khu trục lớp Evarts được Hải quân Hoa Kỳ chế tạo trong Chiến tranh Thế giới thứ hai. Nó là chiếc tàu chiến duy nhất của Hải quân Mỹ được đặt theo tên Thiếu úy Hải quân Chan Lyman (1912-1942), người phục vụ trên tàu chở dầu Neosho (AO 23) và đã tử trận trong Trận chiến biển Coral ngày 7 tháng 5, 1942 Nó đã phục vụ cho đến khi chiến tranh kết thúc, xuất biên chế vào ngày 5 tháng 12, 1945 và xóa đăng bạ vào ngày 19 tháng 12, 1945. Con tàu bị bán để tháo dỡ vào ngày 26 tháng 12, 1946. Lyman được tặng thưởng năm Ngôi sao Chiến trận do thành tích phục vụ trong Thế Chiến II.

## Thiết kế và chế tạo
Những chiếc thuộc lớp tàu khu trục Evarts có chiều dài chung 289 ft 5 in (88,21 m), mạn tàu rộng 35 ft 1 in (10,69 m) và độ sâu mớn nước khi đầy tải là 8 ft 3 in (2,51 m). Chúng có trọng lượng choán nước tiêu chuẩn 1.140 tấn Anh (1.160 t); và lên đến 1.430 tấn Anh (1.450 t) khi đầy tải. Hệ thống động lực bao gồm bốn động cơ diesel General Motors Kiểu 16-278A nối với bốn máy phát điện để vận hành hai trục chân vịt; công suất 6.000 hp (4.500 kW) cho phép đạt được tốc độ tối đa 21 kn (24 mph; 39 km/h), và có dự trữ hành trình 4.150 nmi (4.780 mi; 7.690 km) khi di chuyển ở vận tốc đường trường 12 kn (14 mph; 22 km/h).
Vũ khí trang bị bao gồm ba pháo 3 in (76 mm)/50 cal trên tháp pháo nòng đơn có thể đối hạm hoặc phòng không, một khẩu đội 1,1 inch/75 caliber bốn nòng và chín pháo phòng không Oerlikon 20 mm. Vũ khí chống ngầm bao gồm một dàn súng cối chống tàu ngầm Hedgehog Mk. 10 (có 24 nòng và mang theo 144 quả đạn); hai đường ray Mk. 9 và tám máy phóng K3 Mk. 6 để thả mìn sâu.
Lyman được đặt lườn tại Xưởng hải quân Mare Island ở Vallejo, California vào ngày 22 tháng 4, 1943. Nó được hạ thủy vào ngày 19 tháng 8, 1943; được đỡ đầu bởi bà Chan Lyman, vợ góa Thiếu úy Lyman, và nhập biên chế vào ngày 19 tháng 2, 1944 dưới quyền chỉ huy của Hạm trưởng, Thiếu tá Hải quân James W. Wilson.

## Lịch sử hoạt động
Hoàn tất việc chạy thử máy và huấn luyện, Lyman khởi hành từ San Francisco, California vào ngày 23 tháng 4, 1944 để đi sang khu vực quần đảo Hawaii, và đi đến Trân Châu Cảng, nơi nó đảm nhiệm vai trò tàu huấn luyện. Cùng với các tàu hộ tống khu trục khác, nó đóng vai trò mục tiêu giả lập để huấn luyện tàu ngầm đồng thời bảo vệ cho các tàu sân bay hộ tống khi huấn luyện các phi đội bay. Con tàu rời Trân Châu Cảng vào ngày 20 tháng 8, và trong hơn một năm tiếp theo làm nhiệm vụ hộ tống các tàu tiếp liệu phục vụ cho Đệ Tam hạm đội và Đệ Ngũ hạm đội. Nó đi đến ngoài khơi Kossol Roads vào ngày 20 tháng 9 để bảo vệ cho đội đặc nhiệm phía Tây trong chiến dịch chiếm đóng quần đảo Palau, và sau đó rời Peleliu vào ngày 22 tháng 10 để hộ tống cho đoàn tàu chuyển Trung đoàn 1 Thủy quân Lục chiến đến quần đảo Russell.
Trong lúc Lyman đang neo đậu tại Manus thuộc quần đảo Admiralty vào ngày 10 tháng 11, một vụ nổ đã xảy ra trên chiếc tàu chở đạn Mount Hood (AE-11) đang neo đậu lân cận; và một tuần sau đó tại Ulithi, một tàu ngầm bỏ túi Nhật Bản đã tìm cách phóng ngư lôi vào chiếc tàu chở dầu Mississinewa (AO-59) đang neo đậu cùng một vị trí với Lyman. Chiếc tàu hộ tống khu trục lên đường vào ngày 16 tháng 12 để hộ tống cho các tàu phụ trợ phục vụ cho cuộc đổ bộ lên vịnh Lingayen, Luzon, Philippines, rồi quay trở về Ulithi vào ngày 14 tháng 1, 1945. Nó tiếp tục ra khơi vào đầu tháng 2, hộ tống bảo vệ cho một đội tiếp liệu phục vụ cho chiến dịch chiếm đóng Iwo Jima.
Đội tiếp liệu của Lyman lại có mặt tại khu vực quần đảo Ryukyu từ ngày 22 tháng 3 đến ngày 11 tháng 6 để tiếp tế cho các đội đặc nhiệm trong khi diễn ra Trận Okinawa. Trong đợt này, con tàu chịu đựng một cơn bão vào ngày 5 tháng 6 và bị hư hại, nên buộc phải rút lui về căn cứ để sửa chữa. Khởi hành vào ngày 3 tháng 7, nó tiếp nối nhiệm vụ hộ tống các tàu tiếp liệu phục vụ cho Đệ Tam hạm đội, lúc này đang hoạt động không kích xuống các đảo chính quốc Nhật Bản, và tiếp tục vai trò này cho đến khi chiến tranh kết thúc.
Lyman là chiếc tàu hộ tống khu trục đầu tiên tiến vào vịnh Tokyo vào ngày 30 tháng 8, hộ tống một đội tàu chở dầu; và nó tiếp tục ở lại đây để chứng kiến lễ lễ ký kết văn kiện đầu hàng trên thiết giáp hạm Missouri (BB-63) vào ngày 2 tháng 9. Lên đường vào ngày hôm sau để quay về Hoa Kỳ, nó ghé một số chặng để đón thêm 80 hành khách là cựu chiến binh trước khi về đến San Francisco vào ngày 8 tháng 10.
Đi đến Richmond, California vào ngày 8 tháng 11 để chuẩn bị ngừng hoạt động, Lyman được cho xuất biên chế vào ngày 5 tháng 12, 1945; và con tàu bị bán cho hãng Puget Sound Navigation Co. tại Seattle, Washington, vào ngày 26 tháng 12, 1946 để tháo dỡ.

## Phần thưởng[2]
|  | Silver star |

| Huân chương Chiến dịch Hoa Kỳ | Huân chương Chiến dịch Châu Á-Thái Bình Dương với 5 Ngôi sao Chiến trận | Huân chương Chiến dịch Châu Á-Thái Bình Dương với 5 Ngôi sao Chiến trận | Huân chương Chiến thắng Thế Chiến II |